# وایربورگ ۴۷۶۵
سیارک ۴۷۶۵ (به انگلیسی: 4765 Wasserburg، نامگذاری:1986JN1) چهار هزار و هفتصد و شصت و پنجمین سیارک کشف شده‌است که در ۵ مه ۱۹۸۶ کشف شد.
قدر مطلق سیارک برابر ۱۴٫۱۰ است.